# Nouvelle-Acadie
La Nouvelle-Acadie est un territoire situé dans la MRC de Montcalm en Lanaudière, composé de quatre municipalités : Saint-Jacques, Saint-Liguori, Sainte-Marie-Salomé et Saint-Alexis. 

## Histoire
Quelque 125 familles acadiennes s'installent en Lanaudière entre 1759 et 1767, expulsées lors de la Déportation des Acadiens. Les habitants du territoire conservent encore un sentiment d'appartenance envers l'Acadie.

## Culture
Le Festival acadien de la Nouvelle-Acadie y est tenu tous les ans depuis 2001. En 2018, la Maison de la Nouvelle-Acadie a été inaugurée à Saint-Jacques.